# Colombar unicolore
Treron psittaceus
Espèce
Statut de conservation UICN

 EN C2a(ii) : En danger
Le Colombar unicolore (Treron psittaceus) est une espèce d'oiseaux de la famille des Columbidae.

## Répartition
Cet oiseau est endémique de Timor (Indonésie).